# 山田じん子
山田じん子（やまだじんこ）は、青森県のTBS系列局・青森テレビ（ATV）のマスコットキャラクターである。

## 概要
- 名前：山田じん子
- 好きなもの：りんご（青森県の特産品）・かわいいもの
- 苦手なもの：昆虫
- 登場年：2006年
- 性格：クール・好奇心旺盛。

「じん子」という名前は、ATVのキャッチコピー「ハートにジンジン、ATV。」に引っ掛けている。

## その他
- 彼女にはテーマソングが存在する。
- ATVには、じん子以外にも地上デジタル放送広報用のキャラクター「ちでじぃ」が存在する。
- ATVの地上デジタル放送のチャンネルロゴ表示に使用されている。

## 他の在青局のキャラクター
- らぶりん（青森放送）…2003年、RAB開局50周年を機に誕生。こちらも地上デジタル放送のウォーターマークに使われている。
- ドキタン（青森朝日放送）…1998年誕生。在青局のキャラクターでは最年長。